# Marian Radwański
Marian Bartłomiej Radwański vel Kluska (ur. 23 sierpnia 1893 w Rzeszowie) – podpułkownik dyplomowany piechoty Wojska Polskiego i Polskich Sił Zbrojnych, kawaler Orderu Virtuti Militari.

## Życiorys
W 1913 złożył maturę w c. k. II Gimnazjum w Rzeszowie. Do Wojska Polskiego został przyjęty z byłej c. i k. Armii, z zatwierdzeniem posiadanego stopnia podporucznika. W czasie wojny z bolszewikami walczył w szeregach 47 Pułku Piechoty Strzelców Kresowych, który 10 października 1921 został przemianowany na 6 Pułk Strzelców Podhalańskich z miejscem stałego postoju w Samborze. W tym pułku kontynuował służbę po zakończeniu wojny. 1 listopada 1925 został przydzielony do Wyższej Szkoły Wojennej w Warszawie, w charakterze słuchacza Kursu 1925/1927. Z dniem 28 października 1927, po ukończeniu kursu i otrzymaniu dyplomu naukowego oficera Sztabu Generalnego, został przeniesiony do kadry oficerów piechoty z równoczesnym przydziałem do Dowództwa Okręgu Korpusu Nr IV w Łodzi na stanowisko referenta mobilizacyjnego, a następnie referenta wyszkolenia w Oddziale Ogólnym Sztabu. 2 kwietnia 1929 został mianowany majorem ze starszeństwem z 1 stycznia 1929 i 63. lokatą w korpusie oficerów piechoty. W sierpniu tego roku został przeniesiony służbowo do 10 Dywizji Piechoty w Łodzi na stanowisko szefa sztabu. W październiku 1931 został przeniesiony do 45 Pułku Piechoty w Równem na stanowisko dowódcy batalionu. W listopadzie 1933 został przydzielony do Biura Ogólno-Administracyjnego Ministerstwa Spraw Wojskowych w Warszawie. Na stopień podpułkownika został mianowany ze starszeństwem z 19 marca 1937 i 41. lokatą w korpusie oficerów piechoty. W marcu 1939 pełnił służbę w Biurze Administracji Armii MSWojsk. w Warszawie na stanowisku szefa Wydziału Ogólnego.
W 1940 we Francji pełnił służbę w 12 Pułku Piechoty na stanowisku dowódcy I batalionu, a po ewakuacji do Wielkiej Brytanii w 4 Brygadzie Kadrowej Strzelców na stanowisku dowódcy 11 Batalionu Kadrowego Strzelców. W 1941 został skierowany do Polskich Sił Zbrojnych w ZSRR, gdzie powierzono mu funkcję szefa sztabu 16 Pułku Piechoty. Później pełnił służbę w Dowództwie Jednostek Terytorialnych Palestyna, Syria i Irak na stanowisku szefa Oddziału Ogólnego.

## Ordery i odznaczenia
- Krzyż Srebrny Orderu Wojskowego Virtuti Militari (13 maja 1921)[17]
- Krzyż Walecznych[14]
- Złoty Krzyż Zasługi (19 marca 1936)[18]
- Srebrny Krzyż Zasługi[14]